# Bulldog Campeiro

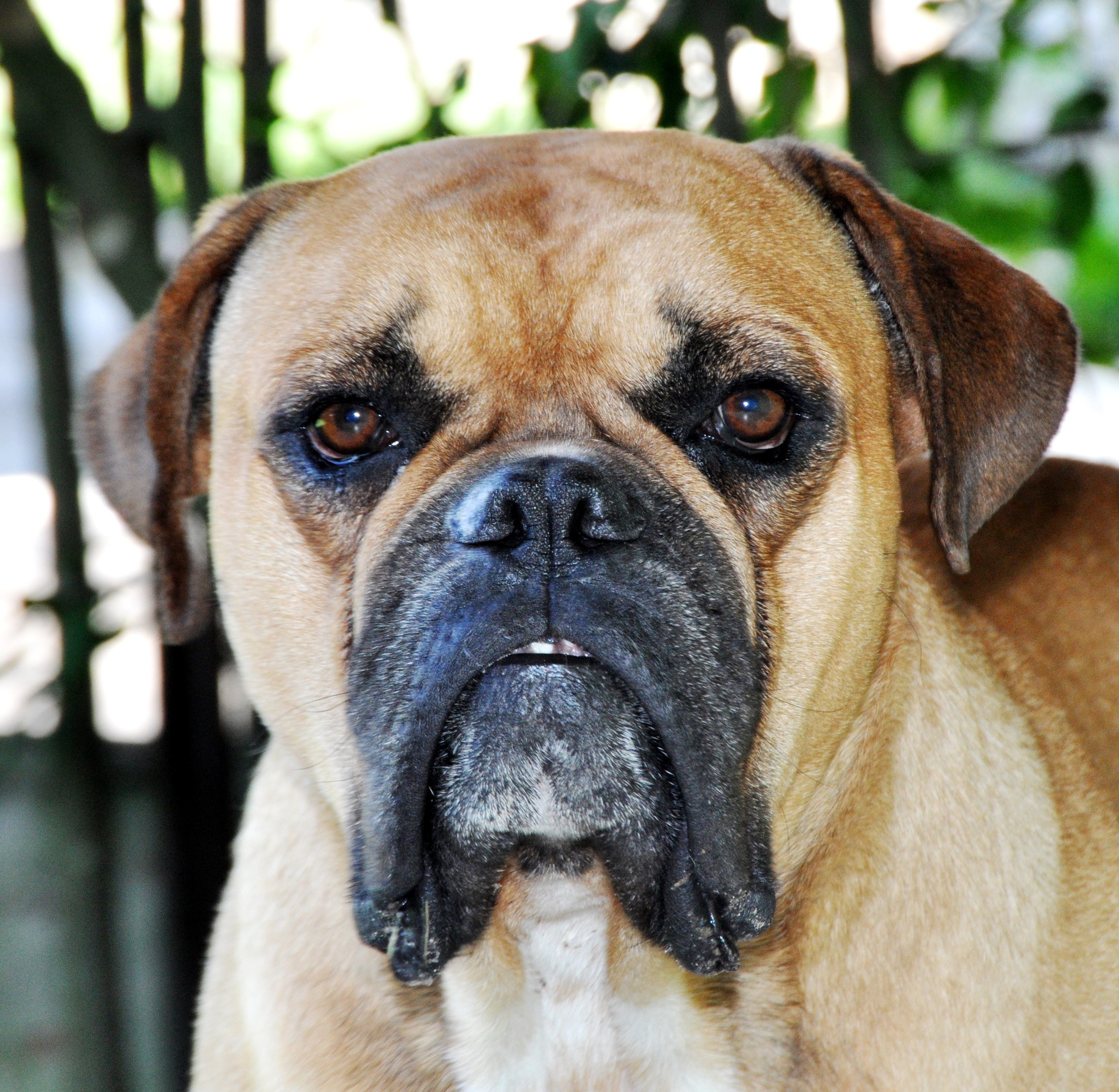
Bulldog Campeiro

ll Bulldog Campeiro è un'antica razza brasiliana, sviluppata nel sud del Brasile.  Si ritiene che discendenda del Bulldog inglese antico introdotto in Brasile dagli europei ed è strettamente imparentato con il Bulldog serrano.
Importati in Brasile dall'Europa, da parte di coloni tedeschi, polacchi e italiani, dei bulldog durante all'inizio del XIX e la metà del XX secolo, essi si sono aclimatati sviluppando due varietà di bulldog locali, che hanno ottime capacità di custodire e lavorare con il bestiame.